# 草津川跡地公園
草津川跡地公園（くさつがわあとちこうえん）は、滋賀県草津市にある都市公園である。

## 概要
2002年（平成14年）に旧草津川が廃川となり、その跡地の整備事業として設けられる都市公園である。2022年（令和4年）現在は「ai彩ひろば」（区間2）と「de愛ひろば」（区間5）に分かれているが、最終的には全長約7.0 km（6区画）の都市公園となる予定である。

## 歴史
- 2002年（平成14年）：旧草津川（天井川）が廃川となる。
- 2011年（平成23年）5月：基本構想を策定する。
- 2012年（平成24年）10月：基本計画を策定する。
  - その後、都市公園の整備工事を開始する。
- 2017年（平成29年）4月1日：「ai彩ひろば」と「de愛ひろば」が開園する。

## 区画

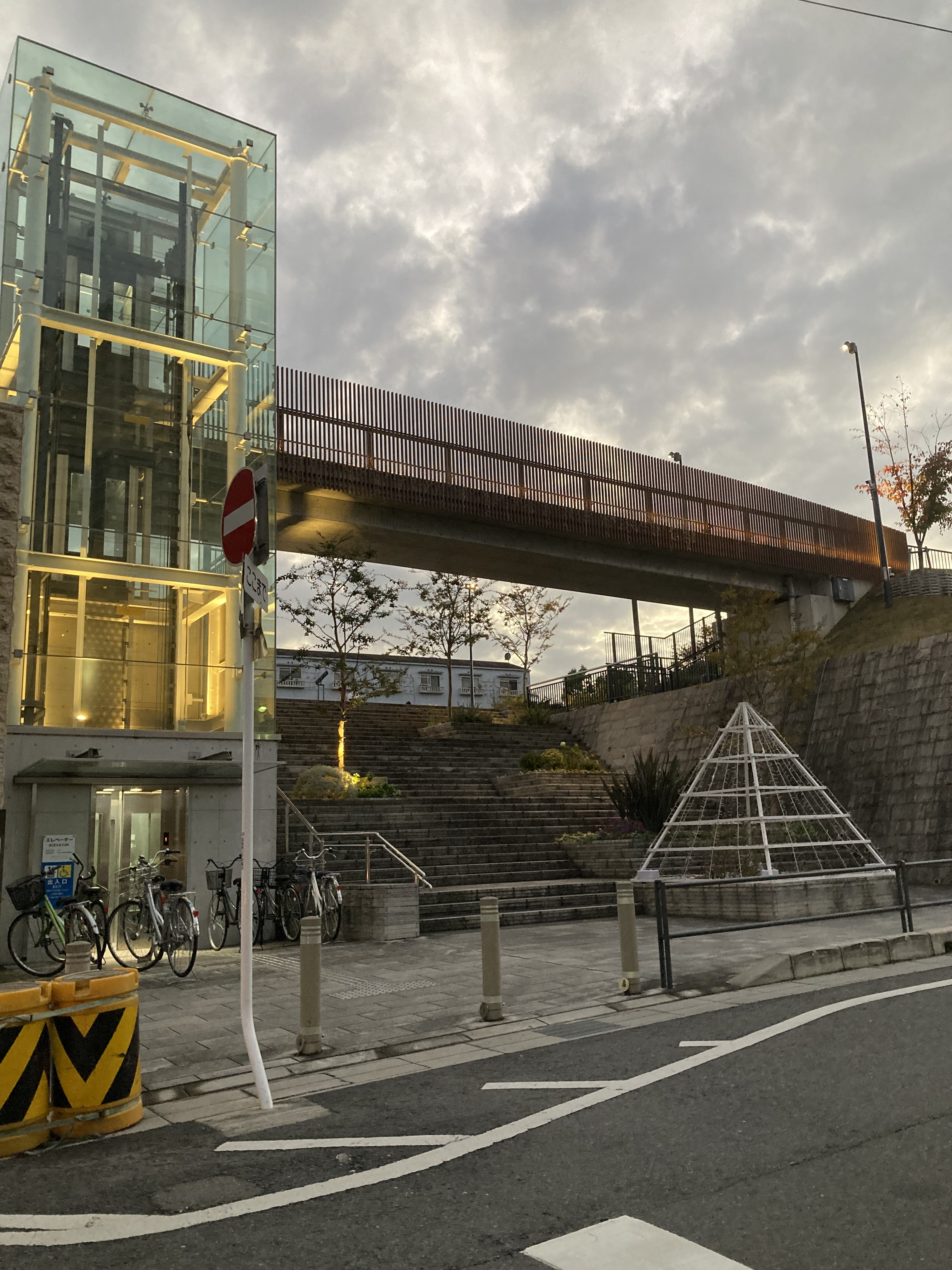
de愛ひろば（区間5）に設置されたエレベーター（2022年10月）

旧草津川の跡地を整備して作られたレクリエーションエリアがあり、最終的には6区画が整備される予定である。ここでは完成した区画を解説する。なお、施設に関する情報は後述する。

### ai彩ひろば
「区画2」に属し、「あいさいひろば」と読む。全長約1.2 km、公園面積は約56,000 m2を有する。整備テーマは「農と人の共生」である。
- 公園内には多目的広場やスクールガーデンのほか、バーベキュー施設やカフェが設置されており、また、ストロベリーファクトリーではいちご狩りやいちご販売などが行われている[8]。

### de愛ひろば
「区画5」に属し、「であいひろば」と読む。全長約0.9 km、公園面積は約38,000 m2を有する。整備テーマは「人と人の交流」である。
- 公園内にはウォーキング、サイクリング、ランニングのコースがある。
- 河道が高い（天井川）ため、エレベーターが設置されている。

## 施設

### ai彩ひろば

#### GREEN LOFT THE PARK
「グリーンロフト ザ パーク」と読む。同施設は管理事務所と下記の各施設を有する複合施設である。
- ショップ
- カフェ
- レンタサイクル
- キッズパーク
- デイキャンプ場
- バーベキュー場
- イベント場
- 農園（レンタル型）
- スケートボード場（スケートパーク）

（出典：GREEN LOFT THE PARK 公式サイト）

### de愛ひろば

#### クサツココリバ
3店舗を有する商業施設。テナント情報は下記のとおり（※2023年6月1日現在）。

##### 現在のテナント
- SUNDAY’S BAKE RIVER GARDEN（）
- CALDO 草津滋賀（）
- coffee and Sandwich NICOLAO（） - 2023年6月1日開店[11]

（出典：クサツココリバ 公式サイト）

##### 過去のテナント
- SALTIMBOCCA（）
  - 開設当初のテナントの1つ。2023年3月31日閉店。

## 交通アクセス

### ai彩ひろば
- JR草津駅西口よりまめバス「ai彩ひろば前」停留所下車、徒歩すぐ[14]。近江鉄道バス「陽の丘団地口」停留所下車、徒歩約10分[14]。

### de愛ひろば
- JR草津駅東口より徒歩6分[15]。

## その他
- 「de愛ひろば」で映画『線は、僕を描く』（2022年10月公開）のロケが行われた[16][17][18]。